# Optus
Optus (formeel Singtel Optus Pty Limited) is een Australisch telecommunicatiebedrijf en een dochterbedrijf van het Singaporese Singtel. Het hoofdkantoor is gevestigd het noorden van Sydney.
Het bedrijf is anno 2021 na Telstra de grootste aanbieder van mobiele telefoondiensten in Australië met een marktaandeel van 31%.
Optus ontstond uit de privatisering het Australische staatsbedrijf voor satellieten AUSSAT in 1992, en kreeg een telecommunicatielicentie om te concurreren met het staatsbedrijf Telecom Australia (het latere Telstra). In 2001 nam SingTel alle aandelen in Optus over van de deelnemers in het consortium.